# Guy Gardner
Guy Darrin Gardner è un personaggio dei fumetti DC Comics, creato da John Broome e Gil Kane su Green Lantern (vol. 2) n. 59 del marzo 1968. Il suo nome non deriva dall'omonimo astronauta ma dalla fanzine Guy H. Lillian III e dallo scrittore Gardner Fox.

## Storia editoriale
Il personaggio di Guy Gardner è stato cambiato significativamente nell'epoca post-Crisis da J.M. DeMatteis e Keith Giffen che lo hanno trasformato in un personaggio spaccone e borioso. In quel periodo (fine anni ottanta e inizio anni novanta) è stato anche un membro importante della Justice League International; il suo atteggiamento presuntuso e polemico lo rese insopportabile agli altri personaggi e popolarissimo tra i lettori, tanto da diventare protagonista di una propria serie regolare.
È un membro del corpo delle Lanterne Verdi (la quarta Lanterna Verde terrestre dopo Alan Scott, Hal Jordan e John Stewart), la prima della "Green Lantern Honor Guard". Il suo settore di competenza è il 2814.3.
All'inizio degli anni 2000, gli autori modificarono drasticamente il personaggio, rendendolo un metaumano con DNA alieno, un Vuldariano in grado di trasformare parti del suo corpo in armi; tuttavia, nel 2005 decisero di tornare sui loro passi facendo tornare Guy alla normalità e reintegrandolo nel rinato Corpo delle Lanterne Verdi sulle pagine di Green Lantern: Rebirth.
Guy è potenzialmente una delle Lanterne Verdi più potenti in assoluto, in quanto dotato di un'eccezionale forza di volontà, tuttavia la sua scarsa immaginazione e il suo scarso impegno ne limitano i mezzi. Guy era stato considerato da Abin Sur un candidato ideale quanto Hal Jordan, che venne prescelto solo perché più vicino all'alieno morente.

## Altri media

### Televisione
- Guy Gardner è stato interpretato da Matthew Settle in un episodio pilota della serie televisiva della Justice League of America (mai realizzata) nel 1997.
- Guy Gardner appare insieme al Corpo delle Lanterne Verdi in un cameo nell'episodio Super papero terrestre della serie animata Duck Dodgers.
- Guy Gardner è apparso nelle serie animate Batman: The Brave and the Bold, doppiato da James Arnold Taylor, Young Justice, doppiato da Troy Baker e in un episodio di Lanterna Verde - La serie animata, con la voce di Diedrich Bader.

### DC Universe
- Guy Gardner compare nel DC Universe (DCU) interpretato da Nathan Fillion.[3] In questa versione è il leader della Justice Gang di Maxwell Lord.
  - Gardner viene introdotto nel film Superman (2025).[3]
  - Gardner comparirà nella seconda stagione di Peacemaker.[4]
  - Gardner comparirà nella serie televisiva Lanterns.[5][6]